# Olga Juha
Olga Juha (ur. 22 marca 1962) – węgierska lekkoatletka, specjalistka skoku wzwyż.
Zajęła 8. miejsce w skoku wzwyż na mistrzostwach świata w 1983 w Helsinkach. Na mistrzostwach Europy w 1986 w Stuttgarcie zajęła w tej konkurencji 9.–10. miejsce.
Była mistrzynią Węgier w skoku wzwyż w 1984 i 1987, a także halową mistrzynią swego kraju w skoku wzwyż w 1990.
21 sierpnia 1983 w Londynie ustanowiła rekord Węgier wynikiem 1,97 m. Był to najlepszy wynik w jej karierze.